# Taisuke Hiramoto
Taisuke Hiramoto (født 21. november 1974) er en tidligere japansk fodboldspiller.
Han har spillet for flere forskellige klubber i sin karriere, herunder Omiya Ardija.